# حسين أمباب
حسين أمباب (مواليد 1 فبراير 1993) هو لاعب كرة قدم سعودي لعب سابقاً في نادي حطين .

## وصلات خارجية
- حسين أمباب